# Tæppeland
Tæppeland, tidligere også Jensen Tæppeland, var en dansk butikskæde, der forhandlede tæpper og anden gulvbelægning. Kæden, der blev grundlagt i 1951, bestod af 34 butikker.

## Historie
Kæden blev grundlagt i 1951, da Jørn Ejvind Jensen (født 1926 i Nøvling, Himmerland), købte en butik i Istedgade i København. Han solgte tæpper i konsignation, hvilket vil sige, at leverandøren først modtog betaling efter, at varen var solgt. Efter kort tid udvidede han butikken, og Jensen åbnede Væveriudsalget på Jagtvej i Københavns nordvestkvarter. Flere butikker kom til, bl.a. i Kongens Lyngby og på Frederikssundsvej i København. Væg-til-væg-tæppet så dagens lys i 1960'erne. På det tidspunkt omfattede butiksnettet 31 butikker, der alle hed Jensen Tæpper.
I 1969 samlede Jensen væveri og tæppeudsalg i en stor hal i Albertslund og kaldte det nye koncept Tæppeland. Det blev starten på en ekspansion i såvel Danmark som udlandet; det blev til butikker i Norge, Sverige, Tyskland, Belgien, Holland, Frankrig, Storbritannien, Schweiz, Luxemburg, Polen og Australien. De udenlandske selskaber blev solgt fra i 1990'erne.

### Ophør
I 2011 blev butikskæden opkøbt af Biva Møbler, som er en anden detailkæde. Selskabet bag de to kæder gik konkurs i 2013. Efter konkursen blev Tæppeland købt ud af konkursboet af kædens oprindelige grundlægger Jørn E. Jensen, gennem selskabet TLAND A/S, men allerede i oktober 2014 gik dette selskab konkurs.

## Tidligere butikker i Danmark
Pr. 21. marts 2010:
| Region             | Antal | By |
| ------------------ | ----- | --- |
| Region Hovedstaden | 10    | Frederikssund, Glostrup, Helsingør, Herlev, Hillerød, København (Brønshøj, Kastrup, Sundby), Lyngby, Rønne |
| Region Sjælland    | 6     | Holbæk, Køge, Nykøbing F, Næstved, Roskilde, Slagelse                                                      |
| Region Syddanmark  | 9     | Esbjerg, Haderslev, Kolding, Odense (Hjallese, Nørregade), Svendborg, Sønderborg, Vejle, Aabenraa          |
| Region Midtjylland | 5     | Herning, Randers, Viborg, Århus (Egå, Viby)                                                                |
| Region Nordjylland | 3     | Frederikshavn, Hjørring, Aalborg                                                                           |